# Philippe Goffin

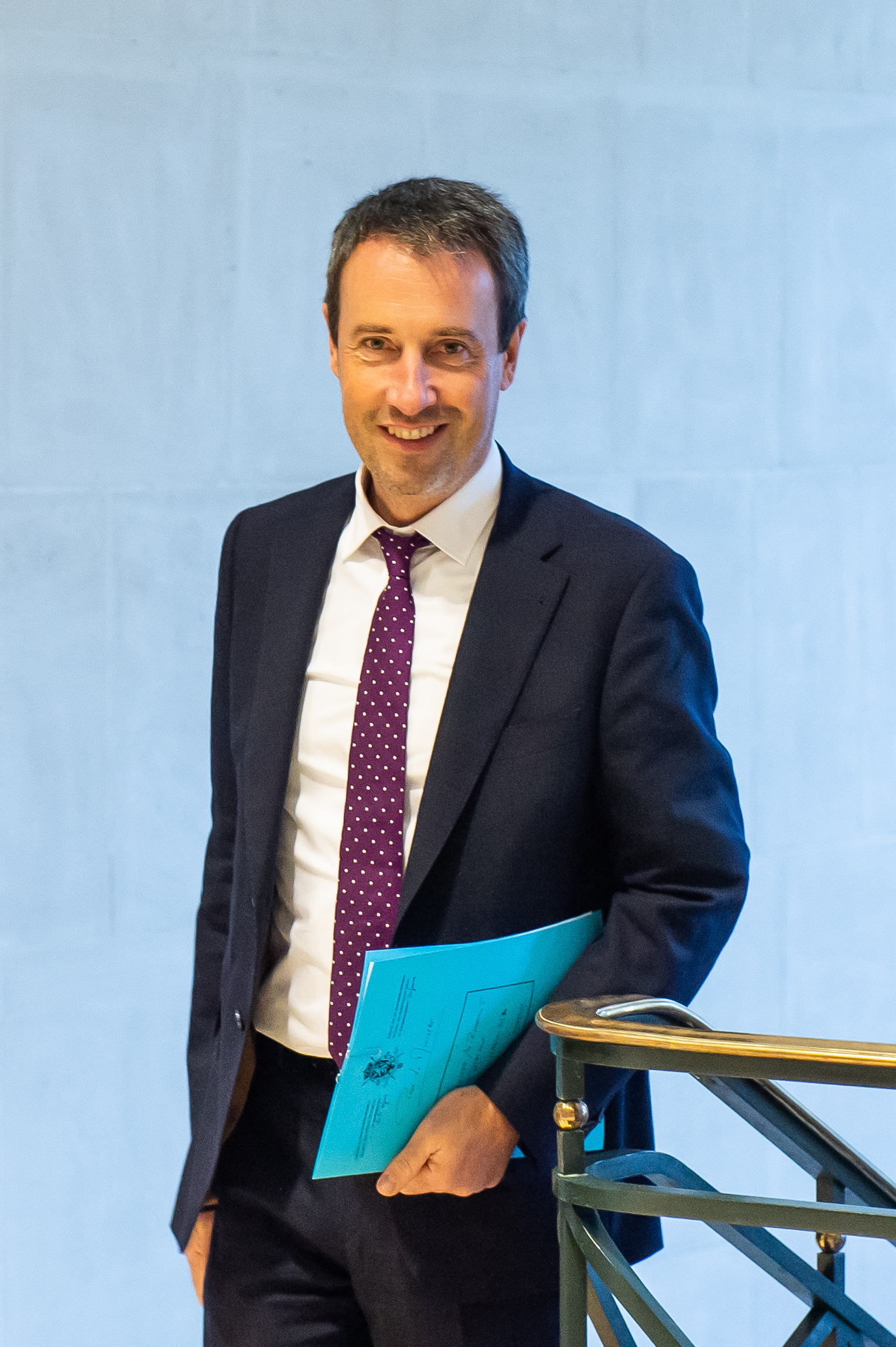
Philippe Goffin (2019)

Philippe Goffin (* 1. April 1967 in Lüttich-Rocourt) ist ein belgischer Politiker (Mouvement Réformateur). Von 2019 bis 2020 war er Außen- und Verteidigungsminister der Landes.

## Leben
Goffin studierte Rechtswissenschaft an der Université catholique de Louvain. Nach seinem Abschluss 1992 studierte er ein weiteres Jahr, um den für den Notarberuf erforderlichen Abschluss Licence en Notariat zu erhalten. Er war dann von 1993 bis 2010 als Notar tätig.
Von 2000 bis 2019 war er Bürgermeister der Gemeinde Crisnée. Seit 2010 ist er Abgeordneter in der Belgischen Abgeordnetenkammer. Als der bisherige Außen- und Verteidigungsminister Didier Reynders EU-Kommissar für Justiz und Rechtsstaatlichkeit wurde, trat Goffin zum 30. November 2019 seine Nachfolge an. Nach dem Ende der von Sophie Wilmès geführten Übergangsregierung folgte ihm Wilmès im Amt der Außenministerin in der ab dem 1. Oktober 2020 amtierenden Regierung De Croo nach.